# P. J. O’Rourke

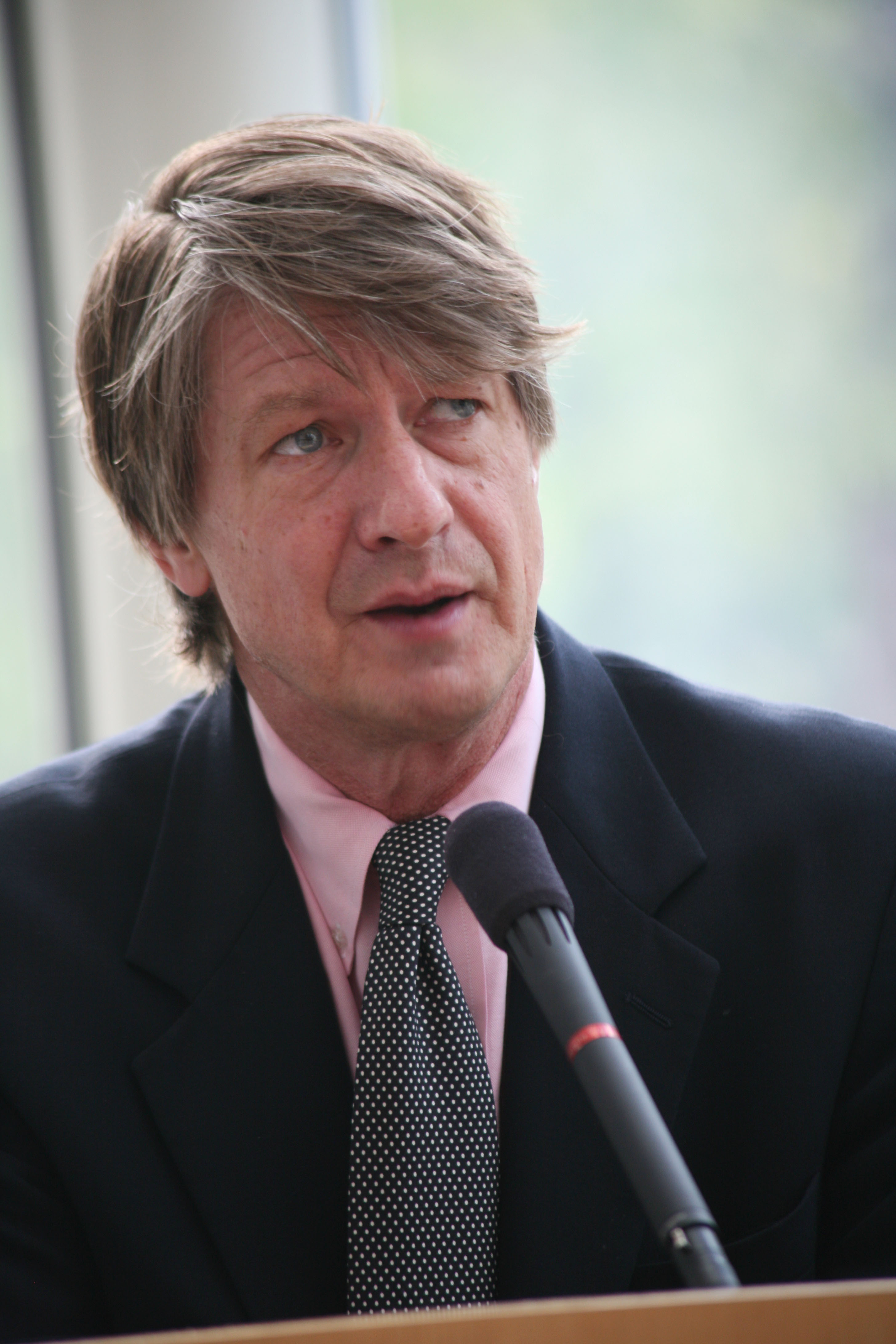
P. J. O’Rourke (2007)

Patrick Jake O’Rourke (* 14. November 1947 in Toledo, Ohio; † 15. Februar 2022 in Sharon, New Hampshire) war ein US-amerikanischer politischer Satiriker, Journalist und Schriftsteller. Er studierte an der Miami University (Ohio) und der Johns Hopkins University.

## Biographie
Nach eigenen Angaben war O’Rourke während seiner Studienzeit ein linksgerichteter Hippie, der in den 1970er Jahren allerdings einen damaszenen Wandel durchgemacht hat. Später galt er als den Republikanern zuneigender libertärer, teilweise auch konservativer Humorist und politischer Beobachter und erklärter Gegner der amerikanischen Linken (amerikanisch: liberals). Er selbst schlug in der für ihn typischen sarkastischen Manier die Gründung zweier neuer Parteien vor: eine für diejenigen, die seinen eigenen ideologischen Mix unterstützen würden, und eine für jene, die genau der gegenteiligen Ansicht wären.
O’Rourke schrieb für mehrere unterschiedliche Publikationen, bevor er beim Satiremagazin National Lampoon im Jahr 1973 einstieg, wo er unter anderem Chefredakteur war und Artikel wie „Foreigners Around the World“ schrieb. Nachdem sich O’Rourke selbständig gemacht hatte, erschienen seine Werke in Magazinen wie Playboy, Vanity Fair, Car and Driver, und Rolling Stone. Später wurde er Chef der Auslandsredaktion des Rolling Stone, für den er bis 2001 arbeitete. Im Jahr 1996 fungierte er als der konservative Part in der Pro-und-Contra-Diskussionssendung 60 Minutes. Laut einer „60-Minutes“-Darstellung war O’Rourke der meistzitierte lebende Mann im Penguin Book of Humorous Quotations.
Sein Artikel „How to Drive Fast on Drugs While Getting Your Wing-Wang Squeezed and Not Spill Your Drink“ erschien im März 1979 in National Lampoon und gilt als frühes Beispiel des Gonzo-Journalismus. Später erschien der Artikel in seinem ersten Buch Republican Party Reptile (1987), das zu einem Bestseller wurde. Das Buch dreht sich rund um O’Rourkes damalige wirtschaftliche und geopolitische Ansichten, die bemerkenswert liberal waren, inklusive seiner Ansichten über Sex und Drogen.
Zuletzt war O’Rourke Henry L. Mencken Fellow am Cato Institute und regelmäßiger Korrespondent der amerikanischen literarischen Zeitschrift The Atlantic Monthly und des rechten The Weekly Standard.
O’Rourke war zweimal verheiratet und hatte drei Kinder, zwei Töchter und einen Sohn, von denen das jüngste 2003 geboren wurde.

## Bibliographie
- Modern Manners (1983), deutsch: Die Axt im Walde…, ISBN 3-442-06725-1
- Republican Party Reptile (1987)
- The Bachelor Home Companion (1987), deutsch: Der mit dem Besen tanzt, ISBN 3-596-14394-2
- Holidays in Hell (1988), deutsch: Reisen in die Hölle und andere Urlaubsschnäppchen, Reihe Die Andere Bibliothek, ISBN 3-8218-4577-5
- Parliament of Whores (1991)
- Give War a Chance (1992)
- All the Trouble in the World (1994), deutsch: Alle Sorgen dieser Welt, ISBN 3-492-22243-9
- Age and Guile Beat Youth, Innocence, and a Bad Haircut (1995)
- The American Spectator’s Enemies List (1996)
- Eat the Rich (1999), deutsch: Das Schwein mit dem Holzbein, ISBN 3-8323-0861-X
- The CEO of the Sofa (2001)
- Peace Kills: America’s Fun New Imperialism (2004)
- On the Wealth of Nations: Books That Changed the World (2007)